# Territoriale prelatuur Alto Xingu-Tucumã
De territoriale prelatuur Alto Xingu-Tucumã (Latijn: Praelatura Territorialis Xinguensis Superioris-Tucumanensis in Brasilia) is een rooms-katholieke territoriale prelatuur met als zetel Tucumã, nabij de rivier de Xingu, in Brazilië. De territoriale prelatuur is suffragaan aan het aartsbisdom Santarém. 

## Geschiedenis
De territoriale prelatuur werd op 6 november 2019 opgericht, uit delen van het bisdom Marabá en de territoriale prelatuur Xingu. 

## Parochies
De territoriale prelatuur had in 2021 een oppervlakte van 139.418 km2 en telde 254.882 inwoners waarvan 64,4% rooms-katholiek was.

## Bisschoppen
- Jesús María López Mauléon (6 november 2019 - heden)

Santarém (aartsbisdom) · Alto Xingu-Tucumã (territoriale prelatuur) · Itaituba (territoriale prelatuur) · Óbidos · Xingu-Altamira